# 生きてゐる孫六
『生きてゐる孫六』（いきているまごろく）は、1943年11月18日に日本で公開された映画。製作は松竹。
三方原の合戦をベースに、銘刀「孫六」を取り巻く人々の思惑や、若者達の恋愛が絡み合う風刺劇。
白黒、スタンダード・サイズ。

## スタッフ
- 監督・脚本：木下惠介
- 撮影：楠田浩之
- 音楽：早乙女光
- 解説：徳川夢声

## キャスト
- 相良喜代松：上原謙
- 小名木真琴：山鳩くるみ
- 小名木義弘：原保美
- 坂部勝輔：細川俊夫
- 織田茂次郎：河村黎吉
- 織田幸一：宮子徳三郎
- 義弘の祖母：葛城文子
- 小名木梅野：吉川満子
- 花井周平：坂本武
- 花井お市：岡村文子
- 織田八重子：河野敏子
- 花井荘吉：前畑正美
- 鈴木曹長：川辺孝二
- 磯部：山本博一
- 曾布川：横山準
- 柴谷：佐土島茂
- 田中：橋本勉
- 村の青年：鈴木清一、野戸成晃
- 村人・金子：岩井昇
- 武田信玄：坪井哲